# Hermann Dietsche
Hermann Dietsche (* 29. Juli 1884 in Waldshut; † 15. Juli 1972 ebenda) war ein deutscher Ingenieur und Politiker. Er war Mitglied der Badischen Christlich-Sozialen Volkspartei (BCSV), später der CDU.

## Leben
„Dietsches Vater war Besitzer der Löwen-Brauerei in Waldshut. 1921 trat Hermann Dietsche als Direktor in das väterliche Geschäft ein, verkaufte jedoch seine Anteile nach dem Tod des Vaters 1928.“
Nach dem Besuch der Realschule in Waldshut und der Oberrealschule in Karlsruhe hatte Dietsche ein Studium an der Landwirtschaftlichen Hochschule Berlin aufgenommen, das er mit der Prüfung als Diplom-Brauingenieur abschloss.
1933 heiratete er in Singapur „Johanna Hausin, eine Waldshuterin. 1934 wurde Sohn Klaus geboren.“

### Auslandstätigkeit
Nach dem Studium übernahm Dietsche für die väterliche Brauerei Aufgaben im Ausland und war von 1911 bis 1914 in Chile und Peru tätig. Von 1915 bis 1929 besaß er leitende Funktionen in Brauereien in Karlsruhe und Waldshut. 1930 wirkte er als Brauereigutachter in Abessinien und von 1930 bis 1939 war er als Brauereileiter in der indonesischen Hauptstadt Jakarta (dem kolonialen Batavia) tätig und leitete danach den Aufbau einer deutschen Brauerei in Singapur.

### Kriegsende 1945
„Dietsche, der 1940 aus dem Ausland zurückgekehrt und später beim Landratsamt tätig war“, stand „schon Ende 1944“ im Gespräch mit dem Leiter des Ernährungsamtes, Dr. Schwörer, mit dem es gelang, „sich Wege zu eröffnen, über die sie sowohl über die militärische wie politische Lage und die Absicht der damaligen Führungsschicht orientiert wurden.“ In der Nacht vor dem Einmarsch der Franzosen – eine Wehrmachtseinheit war zuvor zum Abzug veranlasst worden und „zwei Tage vor dem Einmarsch wurde dann auch der NS-Prominenz der Boden in Waldshut zu heiß“ – organisierte die inzwischen sich um Dietsche bildende Gruppe die Übergabe der Stadt. Panzersperren wurden frühmorgens am 25. April 1945 geöffnet und als „die französischen Flugzeuge […] die weißen Fahnen sahen, drehten sie ab und flogen weiter nach Tiengen.“
Nach Übergabe der Stadt ab 13.30 Uhr bat tags darauf ein für einige Tage vom Landrat Dr. Ernst bestimmter Bürgermeister um Ablösung und Hermann Dietsche übernahm „am 27. April [1945 …] die Geschäfte des kommissarischen Bürgermeisters“ mit zwei Beamten und einer Dolmetscherin. Die Franzosen akzeptierten Dietsche und „bereits am 28. April fand über diese Frage [„etwa ein Dutzend Vergewaltigungen“] eine Aussprache statt und es wurde von dem französischen Kommandanten zugesagt, daß eine marokkanische Einheit, von der diese Übergriffe hauptsächlich begangen wurden, die Stadt verlassen werde.“ (A. Bader: Waldshut, S 6 ff.).
> Zu Einmarsch und Besetzung Badens durch die französische Armee: Kriegsende im Südschwarzwald (1945)
Auch in anderen Angelegenheiten trat Dietsche konsequent für die Bürgerschaft ein – er verwies dabei auf die Haager Landkriegsordnung – und auch bei der Verhinderung der Einrichtung einer vom Alliierten Oberkommando beschlossenen, fünf Kilometer breiten Zone entlang der Schweizer Grenze im Mai 1945 war er aktiv. Seine Haltung brachte ihm im Dezember 1946 als bereits gewählter Bürgermeister durch die Militärregierung eine Suspendierung vom Amt ein, die erst im Oktober 1947 aufgehoben wurde. (Bader, 52 und 83 f.). Bereits im Mai 1945 hatte er „regelrechte Sitzungen auf dem Rathaus“ durchgeführt, die vor „der Besatzungsmacht noch geheimgehalten werden (mußten)“.

### Nachkriegszeit
Nach den „ersten freien Wahlen in der französischen Zone“ am 15. September 1946 traten die neu gewählten Gemeinderäte am 29. September zur Wahl der Bürgermeisters zusammen: „Zum Bürgermeister wurde in Waldshut Hermann Dietsche gewählt“. Dietsche kandidierte für die Badische Christlich-Soziale Volkspartei, die bei der Wahl im Landkreis Waldshut mit 13.056 Stimmen knapp 53 % erhielt. Bei den allgemeinen Bürgermeisterwahlen 1948 „wurde Hermann Dietsche auf weitere neun Jahre im Amt bestätigt.“ (Bader, 58 f. und 93). „Er musste sich bei seiner dritten Kandidatur 1957 jedoch seinem Nachfolger Dr. Utsch geschlagen geben.“
Dietsche war von 1945 bis 1957 erster Bürgermeister der Stadt Waldshut und gleichzeitig Kreisrat. Von November 1946 bis April 1947 gehörte er der Beratenden Landesversammlung des Landes Baden an. Als Direktkandidat der CDU im Wahlkreis Säckingen-Waldshut war er von 1947 bis 1952 Abgeordneter im Badischen Landtag.

## Ehrungen
- 1952: Verdienstkreuz am Bande der Bundesrepublik Deutschland
- 1964: Verleihung des Ehrenbürgerrecht der Stadt Waldshut